# Julius L. Strong
Julius Levi Strong (* 8. November 1828 in Bolton, Tolland County, Connecticut; † 7. September 1872 in Hartford, Connecticut) war ein US-amerikanischer Politiker. Zwischen 1869 und 1872 vertrat er den ersten Wahlbezirk des Bundesstaates Connecticut im US-Repräsentantenhaus.

## Werdegang
Julius Strong besuchte die Wesleyan University in Middletown (Connecticut) und das Union College in Schenectady (New York). Nach einem Jurastudium an der National Law School im Staat New York und seiner im Jahr 1853 erfolgten Zulassung als Rechtsanwalt begann er in Hartford in seinem neuen Beruf zu arbeiten.
Bereits seit 1852 war er politisch aktiv. In diesem Jahr wurde Strong erstmals in das Repräsentantenhaus von Connecticut gewählt. Im Jahr 1853 war er Mitglied des Staatssenats und 1855 erneut Abgeordneter im Repräsentantenhaus. Strong wurde Mitglied der 1854 gegründeten Republikanischen Partei. In den Jahren 1864 und 1865 war er als Staatsanwalt tätig.
Bei den Kongresswahlen des Jahres 1868 wurde Strong im ersten Distrikt von Connecticut in das US-Repräsentantenhaus in Washington, D.C. gewählt, wo er am 4. März 1869 die Nachfolge von Richard D. Hubbard antrat. Im Jahr 1870 wurde er in seinem Mandat bestätigt, das er damit bis zu seinem Tod am 7. September 1872 ausüben konnte. Während seiner Zeit im Kongress wurde der 15. Verfassungszusatz verabschiedet, der das Wahlrecht auch auf ehemalige männliche Sklaven und ethnische Minderheiten erweiterte. Nach einer Nachwahl fiel Strongs Abgeordnetenmandat an Joseph R. Hawley.